# Faye White
Faye Deborah White, MBE (* 2. Februar 1978 in Crawley) ist eine englische Fußballspielerin. Sie ist Spielführerin des FC Arsenal in der FA Women’s Premier League und war Spielführerin der englischen Nationalmannschaft bei der WM 2011. White ist eine der erfolgreichsten englischen Fußballspielerinnen.

## Werdegang

### Vereine
Faye White spielt seit 1996 für Arsenal London. Gleich in ihrer ersten Saison wurde die Innenverteidigerin zur Stammspielerin und gewann die Meisterschaft. In der folgenden Saison wurde sie von der Liga zur Spielerin des Jahres gewählt. Nebenbei gewann White zum ersten Mal den Pokal und den Ligapokal.
2001 gewann White mit Arsenal das Triple aus Meisterschaft, Pokal und Ligapokal. Ein Jahr später wurde sie sowohl im Verein als auch in der Nationalmannschaft zur Mannschaftskapitänin befördert. 2004 und 2006 holte White mit Arsenal das Double. In einem Freundschaftsspiel gegen Bristol City am 16. Juli 2006 erlitt White einen Kreuzbandriss.

### Nationalmannschaft
Gegen Schottland gab White am 9. März 1997 ihr Debüt in der englischen Nationalmannschaft. Sie nahm an der Europameisterschaft 2005 und als Kapitän an der EM 2009, bei der sie Vizeeuropameister wurde, sowie der Weltmeisterschaft 2007 teil. Für die WM 2011 wurde sie, obwohl sie zuletzt verletzt war, ebenfalls nominiert und wurde in drei Partien eingesetzt.
White kam bei der WM im ersten Spiel gegen Mexiko zum Einsatz. Im Gruppenspiel gegen Neuseeland und im Viertelfinale gegen Frankreich kam sie zu weiteren Einsätzen, schoss im Elfmeterschießen aber als letzte Schützin an die Latte, womit England ausschied.

## Erfolge
- Englischer Meister: 1997, 2001, 2002, 2004, 2005, 2006
- Englischer Pokalsieger: 1998, 1999, 2001, 2004, 2006
- Englischer Ligapokalsieger: 1998, 1999, 2000, 2001, 2005
- FA Women’s Charity Shield: 2002, 2005, 2006
- Spielerin des Jahres der FA Women’s Premier League 1998
- 90 Länderspiele, 11 Tore
- Vizeeuropameister 2009

## Sonstiges
Hauptberuflich arbeitet White als Physiotherapeutin. 2007 wurde sie in den Order of the British Empire aufgenommen. Im Oktober 2012 erwartet sie ihr erstes Kind.